# 世界猟奇全集
世界猟奇全集（せかいりょうきぜんしゅう）は、1930年（昭和5年）から1932年(昭和7年)にかけて平凡社から刊行された叢書。
B6判、箱入りハードカバー、全12巻。表紙等への表記は「世界獵奇全集」。
いわゆる「円本」で、12巻のうち5冊が発禁処分を受けたことも話題となった。特に第4巻『巴里のどん底』は1930年11月の出版と同時に発禁処分を受けている。

## 一覧
1. 『歓楽の二夜』（ミュッセ、丸木砂土訳、世界猟奇全集1）1931
2. 『求愛術』（マゾッホ、木村毅訳、世界猟奇全集2） 1930
3. 『女怪』（ゴーチエ、江戸川乱歩訳、世界猟奇全集3） 1930
4. 『巴里のどん底』（シヨワジイ(Maryse Clouzet)、高橋邦太郎訳、世界猟奇全集4）1930
5. 『ボルジヤ家罪悪史』（ヂューマ、横溝正史訳、世界猟奇全集5）1930
6. 『市俄古女盗傳』（シカゴ・メイ(Chicago May)、本田滿津二訳、世界猟奇全集6）1930
7. 『情熱の焔』（サーストン(Ernest Temple Thurston)、寺田鼎訳、世界猟奇全集7）1931
8. 『悪魔の殿堂』（ベン・ヘクト、近藤經一訳、世界猟奇全集8）1931
9. 『変態性と享楽』（澤田順次郎、世界猟奇全集9）1932
10. 『或女の性愛史』（デフリエント(Wilhelmine Schroder-Devrient)、岡田三郎訳、世界猟奇全集10）1932
11. 『女の迷宮』（ジヤビダン妃殿下(Djavidan Hanum)、丸木砂土・和田顕太郎・秦豊吉共訳、世界猟奇全集11）1931
12. 『世界スパイ戦秘話』（南方八郎、世界猟奇全集12）1931